# Campionati del mondo di atletica leggera 2019 - Staffetta 4×400 metri maschile
La staffetta 4×400 metri maschile dei Campionati del mondo di atletica leggera 2019 si è svolta tra il 5 e il 6 ottobre.

## Podio
| Pos.    | Nazionalità | Prestazione |
| ------- | --- | ----------- |
| Oro     | Stati Uniti Fred Kerley, Michael Cherry, Wilbert London, Rai Benjamin, Tyrell Richard*, Vernon Norwood*, Nathan Strother* | 2'56"69     |
| Argento | Giamaica Akeem Bloomfield, Nathon Allen, Terry Thomas, Demish Gaye, Javon Francis*                                        | 2'57"90     |
| Bronzo  | Belgio Jonathan Sacoor, Robin Vanderbemden, Dylan Borlée, Kevin Borlée, Julien Watrin*                                    | 2'58"78     |

## Situazione pre-gara

### Record
Prima di questa competizione, il record del mondo (RM) e il record dei campionati (RC) erano i seguenti.
| Record                | Prestazione | Atleta                                                                   | Data                               | Competizione  |
| --------------------- | ----------- | ------------------------------------------------------------------------ | ---------------------------------- | ------------- |
| Record mondiale       | 2'54"29     | Stati Uniti Andrew Valmon, Quincy Watts, Harry Reynolds, Michael Johnson | 22 agosto 1993 Stoccarda, Germania | Mondiali 1993 |
| Record dei campionati | 2'54"29     | Stati Uniti Andrew Valmon, Quincy Watts, Harry Reynolds, Michael Johnson | 22 agosto 1993 Stoccarda, Germania | Mondiali 1993 |

### Campioni in carica
I campioni in carica, a livello mondiale e olimpico, erano:
| Campione | Atleta                                                                                           | Prestazione | Data                                   | Competizione               |
| -------- | ------------------------------------------------------------------------------------------------ | ----------- | -------------------------------------- | -------------------------- |
| Olimpico | Stati Uniti Arman Hall, Tony McQuay, Gil Roberts, LaShawn Merritt, Kyle Clemons*, David Verburg* | 2'57"30     | 20 agosto 2016 Rio de Janeiro, Brasile | Giochi della XXX Olimpiade |
| Mondiale | Trinidad e Tobago Jarrin Solomon, Jereem Richards, Machel Cedenio, Lalonde Gordon, Renny Quow*   | 2'58"12     | 13 agosto 2017 Londra, Regno Unito     | Mondiali 2017              |

## Risultati

### Batterie
Le batterie si sono svolte il 5 ottobre dalle ore 20:25. I primi tre di ogni serie (Q) e i due tempi migliori tra gli esclusi (q) si qualificano alla finale .
| Pos. | Batteria | Corsia | Nazione           | Atleti                                                                             | Tempo   | Note                                     |
| ---- | -------- | ------ | ----------------- | ---------------------------------------------------------------------------------- | ------- | ---------------------------------------- |
| 1    | 1        | 4      | Stati Uniti       | Tyrell Richard, Vernon Norwood, Wilbert London, Nathan Strother                    | 2'59"89 | Q                                        |
| 2    | 2        | 5      | Giamaica          | Akeem Bloomfield, Nathon Allen, Terry Thomas, Javon Francis                        | 3'00"76 | Q                                        |
| 3    | 2        | 6      | Belgio            | Dylan Borlée, Julien Watrin, Jonathan Sacoor, Kevin Borlée                         | 3'00"87 | Q                                        |
| 4    | 1        | 9      | Colombia          | Jhon Perlaza, Diego Palomeque, Jhon Solís, Anthony Zambrano                        | 3'01"06 | Q                                        |
| 5    | 2        | 8      | Trinidad e Tobago | Asa Guevara, Jereem Richards, Darren Alfred, Deon Lendore                          | 3'01"35 | Q                                        |
| 6    | 2        | 7      | Francia           | Ludvy Vaillant, Christopher Naliali, Thomas Jordier, Mame-Ibra Anne                | 3'01"40 | q                                        |
| 7    | 1        | 8      | Italia            | Edoardo Scotti, Vladimir Aceti, Matteo Galvan, Davide Re                           | 3'01"60 | Q                                        |
| 8    | 1        | 6      | Gran Bretagna     | Cameron Chalmers, Rabah Yousif, Lee Thompson, Martyn Rooney                        | 3'01"96 | q                                        |
| 9    | 1        | 7      | Giappone          | Julian Walsh, Shōta Iizuka, Kentarō Satō, Kota Wakabayashi                         | 3'02"05 | Miglior prestazione personale stagionale |
| 10   | 2        | 3      | Sudafrica         | Thapelo Phora, Gardeo Isaacs, Ranti Dikgale, Derrick Mokaleng                      | 3'02"06 | Miglior prestazione personale stagionale |
| 11   | 2        | 9      | Rep. Ceca         | Jan Tesař, Michal Desenský, Patrik Šorm, Vít Müller                                | 3'02"97 | Miglior prestazione personale stagionale |
| 12   | 2        | 4      | India             | Amoj Jacob, Muhammed Anas, Jeevan Karekoppa Suresh, Noah Nirmal Tom                | 3'03"09 |                                          |
| 13   | 1        | 3      | Spagna            | Óscar Husillos, Samuel García, Julio Arenas, Darwin Echeverry                      | 3'04"27 | Miglior prestazione personale stagionale |
| 14   | 1        | 2      | Australia         | Steven Solomon, Alex Beck, Murray Goodwin, Ian Halpin                              | 3'05"49 |                                          |
| 15   | 2        | 2      | Qatar             | Bassem Hemeida, Abubaker Haydar Abdalla, Ashraf Hussein Osman, Mohamed Nasir Abbas | 3'06"25 |                                          |
|      | 1        | 5      | Botswana          | Zibane Ngozi, Ditiro Nzamani, Onkabetse Nkobolo, Leungo Scotch                     | dq      |                                          |

### Finale
La finale si è svolta il 6 ottobre alle ore 21:30.
| Pos     | Corsia | Nazione           | Atleti                                                              | Tempo   | Note                                     |
| ------- | ------ | ----------------- | ------------------------------------------------------------------- | ------- | ---------------------------------------- |
| Oro     | 4      | Stati Uniti       | Fred Kerley, Michael Cherry, Wilbert London, Rai Benjamin           | 2'56"69 | Miglior prestazione mondiale stagionale  |
| Argento | 5      | Giamaica          | Akeem Bloomfield, Nathon Allen, Terry Thomas, Demish Gaye           | 2'57"90 | Miglior prestazione personale stagionale |
| Bronzo  | 7      | Belgio            | Jonathan Sacoor, Robin Vanderbemden, Dylan Borlée, Kevin Borlée     | 2'58"78 | Miglior prestazione personale stagionale |
| 4       | 6      | Colombia          | Jhon Perlaza, Diego Palomeque, Jhon Solís, Anthony Zambrano         | 2'59"50 | Record nazionale                         |
| 5       | 9      | Trinidad e Tobago | Asa Guevara, Jereem Richards, Deon Lendore, Machel Cedenio          | 3'00"74 | Miglior prestazione personale stagionale |
| 6       | 8      | Italia            | Davide Re, Vladimir Aceti, Matteo Galvan, Edoardo Scotti            | 3'02"78 |                                          |
| 7       | 3      | Francia           | Ludvy Vaillant, Christopher Naliali, Thomas Jordier, Mame-Ibra Anne | 3'03"06 |                                          |
|         | 2      | Gran Bretagna     | Cameron Chalmers, Toby Harries, Rabah Yousif, Lee Thompson          | dnf     |                                          |